# Duke Ellington
Edward Kennedy "Duke" Ellington (sinh ngày 29 tháng 4 năm 1899, mất ngày 24 tháng 5 năm 1974) là nhạc sĩ và nhạc công người Mỹ. Suốt sự nghiệp kéo dài hơn 50 năm, ông là người dẫn dắt ban nhạc của mình đi trình diễn từ năm 1923 cho tới tận khi ông qua đời. Ngoài việc được nhắc tới nhiều là một trong những tượng đài của lịch sử nhạc jazz, Ellington đã tự biến mình trở thành "người đặc biệt" giống như "người tiên phong" và định nghĩa qua âm nhạc của mình một chất "Mỹ" hơn là chỉ đánh giá về sự nghiệp "jazz" của ông.
Sinh ra tại Washington, D.C., ông sau đó định cư tại New York vào giữa thập niên 20, bắt đầu được quan tâm sau khi trở thành thủ lĩnh dàn nhạc ở hộp đêm mang tên Cotton Club. Tới những năm 30, họ đã đi lưu diễn vòng quanh châu Âu. Một số thành viên từ ban nhạc của Ellington như Johnny Hodges vẫn được coi, cho tới tận ngày nay, là một trong những nghệ sĩ nhạc jazz kiệt xuất nhất, nhưng điều quan trọng hơn chính Ellington là người đã gộp họ lại thành ban nhạc jazz vĩ đại nhất lịch sử. Nhiều thành viên của nhóm vẫn còn hoạt động sau nhiều thập kỷ. Là một người thành thạo về kỹ thuật thu âm trên đĩa than 78 rpm, Ellington thường sáng tác những giai điệu riêng biệt cho từng nghệ sĩ, chẳng hạn "Jeep's Blues" cho Hodges, "Concerto for Cootie" cho Cottie Williams sau này phần lời được phổ nhạc thành ca khúc "Do Nothing Till You Hear from Me" của Bob Russell.
Thường xuyên cộng tác với số lượng lớn nghệ sĩ, số lượng sáng tác của Ellington lên tới hàng ngàn, hầu hết thuộc về nhạc jazz, trong đó nhiều tác phẩm đã được coi là nguyên mẫu của thể loại này. Ông cũng thu âm cả những sáng tác bởi những thành viên trong nhóm mình, như "Caravan" và "Perdido" của Juan Tizol, đưa Spanish tinge thành nền tảng của mọi nhóm nhạc big band jazz.
Kể từ năm 1941, Ellington bắt đầu cộng tác với nhạc sĩ Billy Strayhorn mà ông sau này gọi là "người bạn sáng tác và hòa âm". Cùng Strayhorn, ông đã viết nên những tác phẩm lớn cùng vô số những giai điệu ngắn. Trong Festival nhạc jazz Newport ở đảo Rhode tháng 7 năm 1956, ông được tôn vinh vì sự nghiệp của mình và quyết định cùng ban nhạc thực hiện tour diễn vòng quanh thế giới. Ellington chủ yếu thu âm với các hãng đĩa của Mỹ, ngoài ra còn tham gia đóng phim, viết nhạc phim và cả sáng tác nhạc kịch.
Với những đóng góp tân tiến cho việc sử dụng dàn nhạc, hay big band, khả năng diễn đạt và cả nhân cách đáng ngưỡng mộ, Ellington được coi là người đã đưa nhạc jazz trở thành một hình thức nghệ thuật, ngang hàng với nhiều thể loại âm nhạc truyền thống khác. Những tri ân dành cho ông tăng dần kể từ sau khi ông qua đời, và ông từng được trao giải Pulitzer danh giá vào năm 1999.
Gunther Schuller từng viết vào năm 1989: "Ellington sáng tác không ngừng nghỉ trong mỗi ngày của cuộc đời ông. Âm nhạc với ông như một người tình, nó là cuộc sống của ông và niềm đam mê của ông dành cho nó là không thể so sánh hay có thể bị mai một. Với nhạc jazz, ông là người vĩ đại trong số những người vĩ đại. Trong thế kỷ 20 này, ông sẽ có ngày được nhìn nhận như một trong những nghệ sĩ vĩ đại nhất của thời đại chúng ta."